# دومینیک ال پادویل گوری
دومینیک ال پادویل گوری (به انگلیسی: Dominic L. Pudwill Gorie) فضانورد اهل کشور ایالات متحده آمریکا است که در ۲ مهٔ ۱۹۵۷ میلادی در لیک چارلز، لوئیزیانا زاده شد. وی در مأموریت اس‌تی‌اس-۹۱، اس‌تی‌اس-۹۹، اس‌تی‌اس-۱۰۸، اس‌تی‌اس-۱۲۳ حضور داشته است.